# Seleção Venezuelana de Basquetebol Masculino
A Seleção Venezuelana de Basquetebol Masculino é a equipe que representa a Venezuela em competições internacionais. É mantida pela Federação Venezuelana de Basquetebol (espanhol: Federación Venezolana de Baloncesto) a qual é filiada à Federação Internacional de Basquetebol desde 1938.

## Medalhas
- Copa América
  -  Ouro (1): 2015
  -  Prata (1): 1992
  -  Bronze (1): 2005

- Campeonato Sul-Americano
  -  Ouro (3): 1991, 2014 e 2016
  -  Prata (3): 1987, 1997 e 2012
  -  Bronze (5): 1993, 1999, 2001, 2004 e 2008

- Jogos Bolivarianos
  -  Ouro (5): 1977, 1997, 2001, 2009 e 2013
  -  Prata (3): 1981, 1985 e 2005
  -  Bronze (2): 1961 e 1970